# A Última Valsa
A Última Valsa (dt.: Der letzte Walzer) ist eine brasilianische Telenovela aus dem Jahr 1969. Sie wurde vom Fernsehsender Rede Globo produziert und zwischen dem 7. Januar 1969 und dem 5. Juni 1969 in dessen Abendprogramm jeweils um 21:30 Uhr ausgestrahlt.
Das Drehbuch für die Serie stammt von Glória Magadan. Inspiriert wurde sie durch den Film Moulin Rouge von John Huston.
Die Handlung ist im Österreich des 19. Jahrhunderts angesiedelt. Sie erzählt die Dramen des fiktiven Grafen von Olemberg, der sich in die Gräfin Yolanda verliebt, aber Kathy Ambross heiratet. In der ersten Phase der Serie wird Graf Olemberg der Spionage für Deutschland bezichtigt. Später macht er sich Sorgen um die Zukunft seiner Tochter Clara, die wegen der niederen Herkunft ihrer Mutter vom Hof abgelehnt wird.